# 令和健康科学大学
令和健康科学大学（れいわけんこうかがくだいがく、英語: Reiwa Health Sciences University）は、福岡県福岡市東区に本部を置く私立大学。

## 概観

### 大学全体
福岡県内に23校ある看護専門学校のうちの1校であった前身の福岡看護専門学校と、2007年（平成19年）に開校した福岡和白リハビリテーション学院の2校を母体として、4年制大学として2022年（令和4年）に開学した。

### 理念・目的
教育理念は、人間愛と自己実現。開学目的は、「健康」について、科学的に教育ならびに研究することを目的とする4年制大学とし、患者や障がい者の治療やリハビリテーションに加えて、「健康」の増進に寄与する医療専門職である看護師、理学療法士ならびに作業療法士の育成。

## 沿革
- 1990年（平成2年）4月 - 前身の学校法人福岡保健学院 福岡看護専門学校（3年課程）が開校。
- 1992年（平成4年）4月 - 福岡看護専門学校2年課程（夜間定時制）を開設。
- 2004年（平成16年）4月 - 福岡看護専門学校2年課程（通信制）を開設。
- 2007年（平成19年）4月 - 前身の福岡和白リハビリテーション学院が開校。
- 2008年（平成20年）4月 - 福岡看護専門学校水巻校（3年課程）を開設。
- 2011年（平成23年）4月 - 福岡看護専門学校水巻校に助産学科を開設（後の福岡水巻看護助産学校）。
- 2020年（令和2年）
  - 4月 - 学校法人名を学校法人巨樹の会へ改称。
  - 10月 - 文部科学省に「令和健康科学大学」の設置認可申請。
- 2022年（令和4年）4月 - 令和健康科学大学を開学。
- 2025年（令和7年）4月 - 大学院新設。健康科学研究科開設予定

## 教育および研究

### 学部
- 看護学部
  - 看護学科
- リハビリテーション学部 
  - 理学療法学科
  - 作業療法学科

### 研究科
- 健康科学研究科（令和7年4月開設予定）
  - 医療系健康科学専攻（修士課程）

## アクセス
- 西鉄貝塚線・JR香椎線「和白駅」より徒歩約6分。約500m。
- 鹿児島本線「福工大前駅」より国道495号線経由で徒歩約19分。約1.6km。
- 西鉄バス「令和健康大学前」バス停より目の前。（21・21A）

## 対外関係

### 姉妹校
- 福岡看護専門学校[2]
- 福岡和白リハビリテーション学院[2]
- 下関看護リハビリテーション学校[2]
- 小倉リハビリテーション学院[2]
- 八千代リハビリテーション学院[2]
- 福岡水巻看護助産学校[2]
- 武雄看護リハビリテーション学校[2]

## 公式サイト
- 令和健康科学大学